# Tocotrienol

Cấu trúc hóa học chung của tocotrienols. alpha (α) -Tocotrienol: R1 = Me, R2 = Me, R3 = Me; beta (β) -Tocotrienol: R1 = Me, R2 = H, R3 = Me; gamma (γ) -Tocotrienol: R1 = H, R2 = Me, R3 = Me; delta (δ) -Tocotrienol: R1 = H, R2 = H, R3 = Me

Họ vitamin E bao gồm bốn tocotrienol (alpha, beta, gamma, delta) và bốn tocopherol (alpha, beta, gamma, delta). Sự khác biệt về cấu trúc hóa học quan trọng giữa tocotrienols và tocopherols là tocotrienols có chuỗi bên isoprenoid không bão hòa với ba liên kết đôi carbon-carbon so với chuỗi bên bão hòa cho tocopherol (xem hình).
Tocotrienols là các hợp chất xuất hiện tự nhiên ở mức cao hơn trong một số loại dầu thực vật, bao gồm dầu cọ, dầu cám gạo, mầm lúa mì, lúa mạch, palmetto, annatto và một số loại hạt, hạt và ngũ cốc khác, và các loại dầu có nguồn gốc từ chúng.
Về mặt hóa học, các chất tương tự khác nhau của vitamin E đều cho thấy một số hoạt động như một chất chống oxy hóa hóa học, nhưng không phải tất cả đều có cùng một loại vitamin E. Các tocotrienol thể hiện hoạt động tùy thuộc vào loại hiệu suất chống oxy hóa được đo. Tất cả các tocotrienol có một số hoạt động chống oxy hóa vật lý do khả năng tặng một nguyên tử hydro (một proton cộng với electron) từ nhóm hydroxyl trên vòng chromanol, cho các loại oxy gốc tự do và phản ứng. Các nghiên cứu trong lịch sử về tocotrienol chiếm ít hơn 1% trong tất cả các nghiên cứu về vitamin E. Một tổng hợp khoa học về nghiên cứu tocotrienol, Tocotrienols: Vitamin E Beyond Tocopherols, đã được xuất bản năm 2013.

## Ảnh hưởng đến sức khỏe
Một số lợi ích sức khỏe của các tocotrienol đã được đề xuất, bao gồm giảm nguy cơ mắc bệnh tim và ung thư. Hội đồng Thực phẩm và Dinh dưỡng của Viện Y học thuộc Viện Hàn lâm Khoa học Quốc gia Hoa Kỳ không xác định Trợ cấp Chế độ ăn uống được khuyến nghị hoặc Lượng bổ sung đầy đủ cho các tocotrienol.